# Distretto regionale di Mount Waddington
Il distretto regionale di Mount Waddington (RDMW) è un distretto regionale della Columbia Britannica, Canada di 11.651 abitanti, che ha come capoluogo Port McNeill.

## Comunità
- Città e comuni
  - Alert Bay
  - Port Alice
  - Port Hardy
  - Port McNeill
  - Telegraph Cove
- Villaggi e aree esterne ai comuni
  - Mount Waddington A
  - Mount Waddington B
  - Mount Waddington C
  - Mount Waddington D